# Benld
Benld é uma cidade localizada no estado americano de Illinois, no Condado de Macoupin.

## Demografia
Segundo o censo americano de 2000, a sua população era de 1541 habitantes. 
Em 2006, foi estimada uma população de 1486, um decréscimo de 55 (-3.6%).

## Geografia
De acordo com o United States Census Bureau tem uma área de 
2,7 km², dos quais 2,7 km² cobertos por terra e 0,0 km² cobertos por água.

## Localidades na vizinhança
O diagrama seguinte representa as localidades num raio de 8 km ao redor de Benld. 